# Rhodotorula rubra
Rhodotorula rubra är en svampart som först beskrevs av Schimon, och fick sitt nu gällande namn av F.C. Harrison 1928. Rhodotorula rubra ingår i släktet Rhodotorula, ordningen Sporidiobolales, klassen Microbotryomycetes, divisionen basidiesvampar och riket svampar.   Inga underarter finns listade i Catalogue of Life.